# Нова-Венеза (Санта-Катарина)
Нова-Венеза (порт. Nova Veneza) — муниципалитет в Бразилии, входит в штат Санта-Катарина. Составная часть мезорегиона Юг штата Санта-Катарина. Находится в составе крупной городской агломерации Агломерация Карбонифера. Входит в экономико-статистический микрорегион Крисиума. Население составляет 12 703 человека на 2006 год. Занимает площадь 293,557 км². Плотность населения — 43,3 чел./км².

## Статистика
- Валовой внутренний продукт на 2003 составляет 278 650 438,00 реалов (данные: Бразильский институт географии и статистики).
- Валовой внутренний продукт на душу населения на 2003 составляет 22 922,87 реала (данные: Бразильский институт географии и статистики).
- Индекс развития человеческого потенциала на 2000 составляет 0,813 (данные: Программа развития ООН).